# WWE Draft (2010)
Pour les articles homonymes, voir WWE Draft.

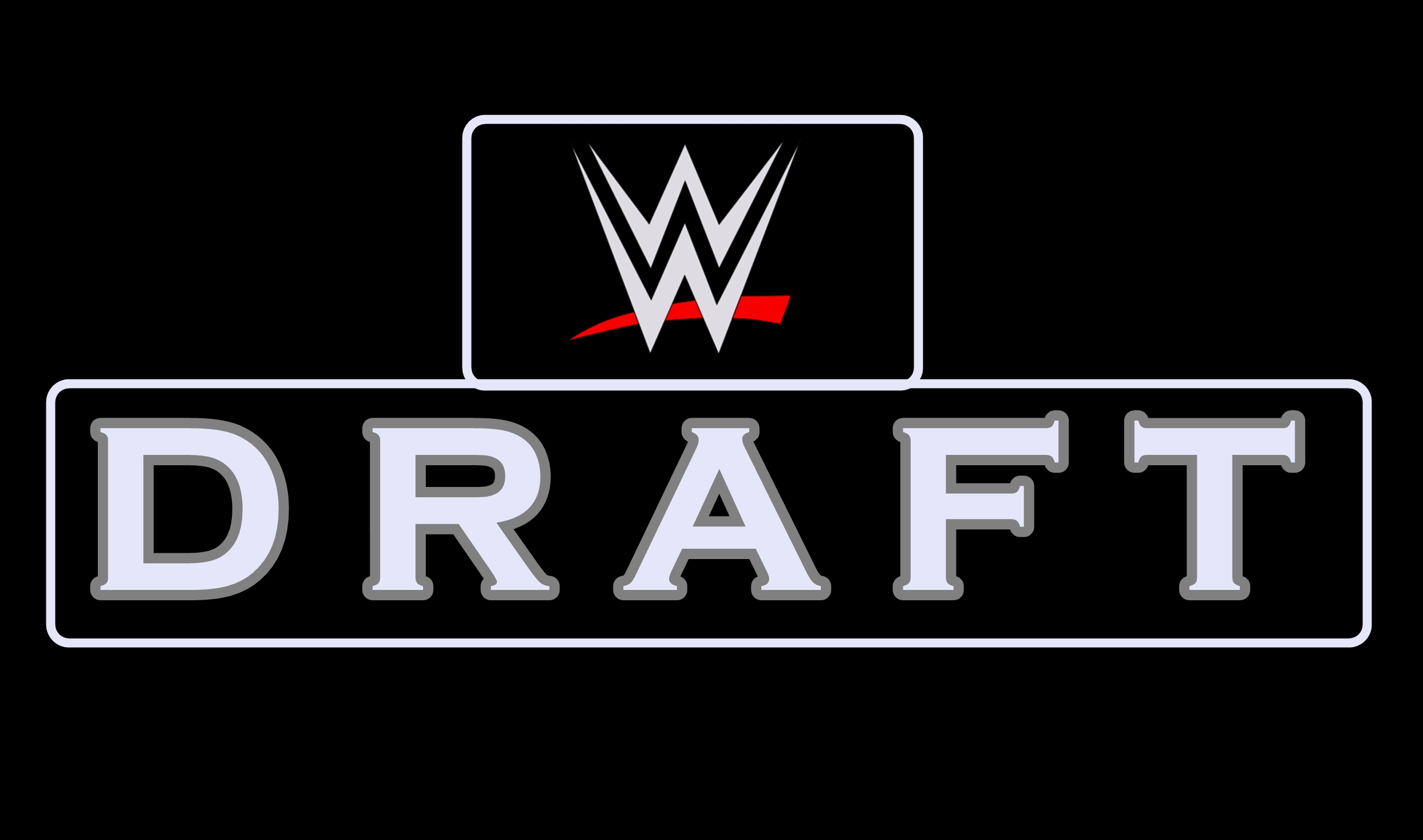
Le logo du WWE Draft

Le WWE Draft 2010 est le sixième draft organisé par la WWE, qui a eu lieu le 26 avril 2010 à Richmond en Virginie. Le Draft a été diffusé en direct dans le cadre d'un programme spécial de trois heures de RAW, diffusé sur le USA Network. Il s'agit du premier draft depuis 2005 sans la ECW. Chaque Superstar de la WWE, Diva, annonceur, commentateur, et General Manager sont éligibles pour un transfert.

## Liste des personnes sélectionnées

### Draft Télévisé
| Choix numéro | Division (destination) | Employé         | Division (provenance) | Notes |
| ------------ | ---------------------- | --------------- | --------------------- | --- |
| 1            | Smackdown              | Kelly Kelly     | RAW                   | La Team Laycool a battu les représentantes de RAW Maryse & Eve Torres. |
| 2            | Smackdown              | Big Show        | RAW                   | CM Punk a battu le représentant de RAW Evan Bourne via tombé. |
| 3            | RAW                    | Johnny Morrison | Smackdown             | La Team Raw (Ted DiBiase Jr., Santino Marella, MVP, Mark Henry et Yoshi Tatsu) a vaincu la Team Smackdown (R-Truth, Drew McIntyre, Kane, Rey Mysterio et Shad) qui lui confère 3 drafts pour leur division. |
| 4            | RAW                    | R-Truth         | Smackdown             | La Team Raw (Ted DiBiase Jr., Santino Marella, MVP, Mark Henry et Yoshi Tatsu) a vaincu la Team Smackdown (R-Truth, Drew McIntyre, Kane, Rey Mysterio et Shad) qui lui confère 3 drafts pour leur division. |
| 5            | RAW                    | Edge            | Smackdown             | La Team Raw (Ted DiBiase Jr., Santino Marella, MVP, Mark Henry et Yoshi Tatsu) a vaincu la Team Smackdown (R-Truth, Drew McIntyre, Kane, Rey Mysterio et Shad) qui lui confère 3 drafts pour leur division. |
| 6            | SmackDown              | Kofi Kingston   | RAW                   | Chris Jericho a battu le représentant de RAW Christian via tombé. |
| 7            | Smackdown              | Christian       | RAW                   | Jack Swagger a battu le représentant de RAW Johnny Morrison via tombé. |
| 8            | RAW                    | Chris Jericho   | Smackdown             | Hornswoggle a battu le représentant de Smackdown Dolph Ziggler par décompte exterieur. |

### Draft supplémentaire
| Choix numéro | Division (destination) | Employé             | Division (provenance) |
| ------------ | ---------------------- | ------------------- | --------------------- |
| 1            | RAW                    | The Great Khali     | Smackdown             |
| 2            | Smackdown              | Chavo Guerrero, Jr. | RAW                   |
| 3            | SmackDown              | Cody Rhodes         | RAW                   |
| 4            | RAW                    | Natalya             | SmackDown             |
| 5            | SmackDown              | Chris Masters       | RAW                   |
| 6            | RAW                    | Ezekiel Jackson     | SmackDown             |
| 7            | RAW                    | Goldust             | SmackDown             |
| 8            | SmackDown              | Hornswoggle         | RAW                   |
| 9            | SmackDown              | Rosa Mendes         | RAW                   |
| 10           | RAW                    | Tyson Kidd          | SmackDown             |
| 11           | RAW                    | David Hart Smith    | SmackDown             |
| 12           | SmackDown              | MVP                 | RAW                   |

Ranjin Singh, le manager de Great Khali, a logiquement suivi ce dernier à RAW.
Le draft de JTG à RAW est une erreur de la part de la WWE, cela a été annoncé quelques minutes après son draft.